# آتیلیو بوستی
آتیلیو بوستی (به انگلیسی: Attilio Busseti؛ ۲۴ مهٔ ۱۹۳۳ – ۱۹ ژانویهٔ ۲۰۲۴) وکیل و سیاستمدار ایتالیایی بود. او که عضو دموکراسی مسیحی بود، از سال ۱۹۷۶ تا ۱۹۸۳ میلادی، و سپس دوباره از ۱۹۸۷ تا ۱۹۹۲ میلادی، در مجلس سنای جمهوری خدمت کرد.
بوستی در ۱۹ ژانویهٔ ۲۰۲۴، در سن ۹۰ سالگی، در رم، ایتالیا درگذشت.